# 朱家民
朱家民（1570年1月21日—1643年1月31日），字同人，號任宇，雲南曲靖府南寧縣籍，南直隸揚州府江都縣人，明朝政治人物。

## 生平
朱家民世居關羽祠傍，母親夢見大蛇自祠出現纏繞其家，之後生下他，他年幼被稱為神童，每天背誦萬言，萬曆三十四年（1606年）中舉人，三十五年（1607年）會試中副榜，授涪州知州，在地方清理戶口、除去包賠、給民牛種、壓制豪強、興辦學校、便利商賈，又贊助四川參政陳大道重修學宮，設置學田以養育士子；舉卓異陞潮州同知亦有名聲，改任真定宣府理餉同知，天啟二年（1622年）舉邊才擢貴陽知府，遇上彝族安邦彥叛亂，他奉貴州巡撫王三善命令到四川和河南乞求援兵解圍，並在當地撫恤傷殘，招攬流民，寬免徭役，民生漸有起色。
之後朱家民父親朱南炳逝世本應歸鄉，朝廷奪情擢為貴州按察司安普監軍道副使，加右參政銜，崇禎年間轉貴州按察使，判案多從輕處理，監獄空虛，進貴州左布政使，以平寇有功，事成後餘餉六萬，加俸一級，恩廕二子世襲指揮，召對賜宴獲推任延綏巡撫，他卻四次上疏乞歸，致仕回鄉，為人節儉好義，篤於鄉黨，在省城設立府會館儲藏書籍、養育士子，人們都稱頌他，崇禎十五年十二月十二日（1643年1月31日）逝世，葬於城西勝峰山，著有《端俗約言》流傳，後以第三子總兵朱潮遠顯貴贈官榮祿大夫。
安邦彥作亂後，雲南、貴州土酋叛亂，攻陷安南等上六衛，雲南道路中斷，其後雖然再次通行，苗族人依然出沒為患，他率領參將許成名等人討平盤江外阿野、魯頗各寨，於是在盤江、西坡、板橋、海子、馬場等要害建築石城，明熹宗嘉獎功績，賜盤江為連雲城，西坡為有嘉城，板橋為靖氛城，海子為恬波城，馬場為奏膚城，不久又在其間增築六城：於歸集築龍新城，亦資孔築資孔城，頂站築鼎新城，定頭築定邊城，尾灑築維藩城，阿機築石基城，設備齊全，群苗惕息，道路晏然；盤江河水洶湧，船隻多沉沒，他仿效瀾滄橋，煉鐵為粗繩三十六條，長數百丈，懸掛在兩崖石上，覆上木板，類似四川棧道，道路始得通行。

## 家族
父朱南炳，贈通奉大夫；母任氏，贈夫人；娶李氏，教諭李長春女；子三：貢生朱服遠，貢生朱賓遠，游擊朱潮遠；女三：朱女姐，訓導潘德峻妻，朱安姐，廩生伯世封妻，朱三姐，知縣林之翰妻。

## 引用
1. 1 2 3  《朱家民碑文》：通奉大夫朱公諱家民，字同人，號任宇，雲南曲靖府籍，直隸揚州府江都縣人。考諱南炳，累贈通奉大夫；母任氏，累贈夫人。公生於隆慶叁年拾貳月拾陸日。任四川涪州知州、廣東潮州府及宣府同知，升貴州貴陽府知府、貴州按察司副使、布政司參政，歷提刑按察使、右布政使至左布政使。卒於崇禎拾伍年拾貳月拾貳日午時，以崇禎拾陸年拾貳月初伍日未時葬於城西勝峰山之東。享年柒拾肆歲。娶李氏，教諭李公長春之女，子服遠、賓遠，俱貢生；庶子朝遠，任游擊。女姐，適訓導潘德峻；安姐，適廩生伯世封；三姐，適知縣林之翰。崇禎拾陸年拾貳月初伍日立石。
2. 1 2  《明史·卷二百四十九·列傳第一百三十七》：明年（天啟二年）二月，安邦彥亦反，圍貴陽。……（王）三善始駐沅州，調集兵食。已次鎮遠，再次平越，去貴陽百八十里，方遣知府朱家民乞兵四川。……朱家民，字同人，曲靖人。萬曆三十四年舉於鄉，為涪州知州。天啟二年官貴陽知府。奉三善命，乞援兵於四川，又借河南兵，共解其圍。乃撫傷殘，招流移，寬徭賦，遠邇悅服。丁父憂，奪情，擢安普監軍副使，加右參政。崇禎時，就遷按察使、左布政，以平寇功，加俸一級。久之，致仕歸，卒。自邦彥始亂，雲、貴諸土酋盡反，攻陷安南等上六衛，雲南路斷。其後路雖通，群苗猶出沒為患。家民率參將許成名等討平盤江外阿野、魯頗諸砦，於是相度盤江西坡、板橋、海子、馬場諸要害，築石城五，宿兵衛民。又於其間築六城，廨舍廬井畢備。群苗惕息，行旅晏然。盤江居雲、貴交，兩山夾峙，一水中絕，湍激迅悍，舟濟者多陷溺。家民仿瀾滄橋制，冶鐵為絙三十有六，長數百丈，貫兩崖之石而懸之，覆以板，類於蜀之棧，而道始通。
3. ↑  道光《涪州志·卷三·州牧》：朱家民，進士，雲南人，萬曆中守道陳大道修學宮，家民贊助速成，極為大觀。更廣置學田以養士類。後歷任貴陽方伯，猶有遺愛及涪。士民雖越數十年而尸祝不倦焉。崇祀名宦。
4. ↑  咸豐《貴陽府志·卷六十·明政績錄六》：朱家民，字同人，一字覺民，曲靖人，萬厯三十四年舉於鄉，為涪州知州，天啟二年官貴陽知府，安氏之圍貴陽也，王三善次於平越，家民奉三善命乞援兵於四川，又借河南兵共解貴陽圍，乃撫傷殘、招流移、寬徭賦，遠邇悅服。丁父憂，奪情擢安普監軍副使，加右參政，崇禎時就遷按察使、左布政使，以平寇功加俸一級，久之致仕歸卒，家民著有《端俗約言》，《明史》附王三善傳，家民後（知府）歷麻城毛可教至洪聲遠。
5. ↑  四庫全書《雲南通志·卷二十一之一·人物》：朱家民，字同人，南寧人，萬厯丙午舉人，會試副榜，知涪州，陞潮州知府著有政聲，遷貴州監軍道副使，剿安賊建城十七座，復創盤江鐡索橋，人免病涉，尋陞布政使，屢著治行，及平寇有功特進一品服，廕二子世襲指揮，歸里節儉好義篤於鄉黨，更置府會館於省城，修萬卷樓積書，凡有志之士皆養於其中，人咸頌之。
6. ↑  光緒《潮州府志·卷三十三·宦跡》：朱家民，字同人，曲靖人，萬厯三十四年丙午舉於鄉，授涪州知州，升潮州府同知。天啟二年升貴陽知府，時貴州苗安邦彥反，奉巡撫王三善命乞援兵於四川，又借河南兵共解其圍，乃撫傷殘、招流移、寬徭賦，遠邇悅服。丁父憂，奪情擢安普監軍副使，加右參政，崇正時遷按察使、左布政，以平寇功加俸一級，久之致仕歸卒。自邦彥始亂，雲貴諸土酋盡反，攻陷安南等上六衛，雲南路斷，其後路雖通，羣苗猶出沒為患，家民偕參將許成名等討平盤江外阿野魯頗諸砦，於是相度盤江、西坡、板橋、海子、馬場諸要害，築石城五宿兵衛民，又於其間築六城廨舍，廬井畢備，羣苗惕息，行旅晏然；盤江介雲貴之交，兩山夾峙一水，中絕湍激迅悍，舟濟者多陷溺，家民倣瀾滄橋制，治鐵為絙，三十有六長數百丈，貫兩崖之石而懸之覆以板，類蜀之棧道，而路始通。
7. ↑  宣統《興義府志·卷五十八·列傳 名宦傳》：明朱家民，字同人 《明史》云字同人，《通志》云字覺民 ，曲靖人，舉人，天啟二年官安普監軍副使，安普者，安南普安二衛也，是時安普及他處土酋乘安邦彥亂盡叛，攻陷安南等十六衛，家民率參將許成名等討平盤江阿野魯頗諸寨苗，於是相度險要於盤江、西坡、板橋、海子、馬場諸要害，築石城五宿兵以衛民，熹宗嘉其績，皆錫以嘉名，盤江曰連雲，西坡曰有嘉，板橋曰靖氛，海子曰恬波，馬場曰奏膚，家民又於其間增築城六，於歸集築龍新城，於亦資孔築資孔城，頂站築鼎新城，定頭築定邊城，尾灑築維藩城，阿機築石基城，廨舍廬井畢備，羣苗惕息，道路晏然。
8. ↑  乾隆《江都縣志·卷二十·人物》：朱家民，字天民，江都人，以祖戍滇南遂家曲靖，萬厯丙午舉雲南鄉試，初知涪州，舉卓異轉潮州，再移真定，舉邊才擢貴陽守，值安酋叛攻圍省會，餉道俱絕，家民羅雀捕鼠，以死自誓，乞援募兵卒解黔圍；丁外艱，奪情陞副使，轉按察使，讞獄多從末減，囹圄皆空，尋進貴州左布政，節省帑銀六萬兩，憫滇黔道險風濤飄溺，製飛絙鎔鐵橋以通往來，四省道里遼闊，洞猺刼掠行旅，家民築連雲等十一城，修山路千餘里，崇徵庚辰入覲召對賜金帛，敘平黔功推宣大巡撫，以年老乞休。子潮遠，字卓月，以世方多故投筆從戎，仕至漳州都督，屹然有長城之望，解組歸嗜學不倦，汲引後進不餘力，著有《四本堂座右編》四十卷。
9. ↑  四庫全書《貴州通志·卷十九·秩官》：朱家民，字覺民，曲靖人天啟三年任貴陽守，時黔圍初解，閭里蕭條，家民極力撫循漸有起色，尋擢安普監軍副使，冒鋒鏑闢榛莾以通滇道，創建連雲等十一城扼要守險，使賊不敢窺，又盤江湍悍舊以舟渡多漂溺，家民欲建橋艱於架石，乃倣瀾滄江制冶鐵為絙，凡三十有六紐於鐡柱而繫之，兩岸布板楯其上凌空飛渡，往來遂成坦途，夾岸遍布樓閣，灑翠流丹煇煌掩映，在黔十餘年勞勩最多，遷至左布政使歸，著有《端俗約言》。　以上布政使
10. ↑  《罪惟錄·列傳卷十一下》：朱家民，字同人，別號天民，南直江都人，籍於滇，世居關壯繆祠傍，母夢大蛇自祠出，繞其室生家民，幼稱神童，日誦萬言。登丙午鄉薦，會滇南沮賊就選涪州知州，清戶口、除包賠、給牛種、剪豪強、興學校、通商賈，凡興除皆便民，補潮州同知，改真定，撫賞宣雲才守推第一，擢知府貴陽，時安酋作亂，會城困奉中丞三善檄走蜀借援，圍解陞安普監軍副使，大小百餘戰闢路抵盤江，黔自安酋躪後蓬蒿數千里，次第築城十一座為其民生聚計，議造鐵橋自董之橋成，復建鼓樓為橋護，建月城為樓護，水西之酋不敢南越。由按察使遷布政使，以廉惠稱，烽息餘餉六萬還官，錄功加一級，召對賜宴推巡撫延綏，四䟽乞歸，家民操醇潔，不市恩、不修郄，推心置腹，自奉儉約，為粒殍槥死不倦，曾大計入覲，值保安州初陷，奉部留不三月而定，家民紀事詩有「白髮平番人尚舊，丹編留朔姓傳香」之句，以三子潮遠貴贈榮祿大夫，潮遠以大都督總兵漳潮等處。